# Mimi Malenšek
Mimi Malenšek (ur. 8 lutego 1919 w Eberndorfie, zm. 13 kwietnia 2012 w Lublanie) − słoweńska pisarka młodzieżowa i tłumaczka. 

## Życiorys
Mimi Malenšek urodziła się jako Mimica Konic 8 lutego 1919 roku w miejscowości Eberndorf w Karyntii. Dorastała na Gorenjskiej, w ojczyźnie rodziców ojca. Była nieślubną córką, ponieważ jej matka nie chciała wyjść za mąż. Opiekował się nią ojciec, jak również  dziadek i babcia, którzy pracowali w swoim gospodarstwie rolnym. Kiedy Mimi miała dwadzieścia lat, jej ojciec ożenił się i od tamtej pory Mimi miała macochę. To właśnie ojciec nauczył Mimi czytać i zachęcał do czytania książek, jeszcze przed pójściem do szkoły.
Uczęszczała do gimnazjum w Kranju, jednak nie poświęcała nauce dużo czasu za względu na zły stan zdrowia dziadków, o których musiała się troszczyć. Po ich śmierci ukończyła kurs handlowy i zatrudniła się jako urzędniczka bankowa w Zakładzie Ubezpieczeń Vzajemna zavarovalnica w Lublanie. 
Uczęszczała również na kursy i uczyła się, dzięki czemu otrzymała wykształcenie biblioteczne. Przez jakiś czas pracowała w zawodzie, potem poświęciła się już tylko pisaniu. W międzyczasie przekładała z niemieckiego na francuski: Arnolda Kriegera, Maxenca Van der Meerscha, Jana de Hartoga i Vicki Baum.
Od śmierci męża w 1987 roku żyła sama. Ostatnia powieść, którą napisała, to powieść o Prešernie z roku 1992.

## Dzieła
Napisała wiele powieści i opowiadań, które opisują historię Słowenii. Oprócz powieści i opowiadań historycznych pisała również biografie znanych i zasłużonych Słoweńców.
- Plamenica (1957) − zarysowuje życiową drogę ojca słoweńskiego języka literackiego Primoža Trubara
- Inkvizitor − życiorys biskupa Lublany i przywódcy kontrreformacji Tomaža Hrena
- Poslušaj, zemlja (1968) − powieść o kompozytorze Jakubie Gallusie
- Pojoči labodi (1970/71) − obszerna powieść w dwóch tomach, poświęcona życiu i drodze artystycznej poetów Dragotina Kette i Josipa Murna.
- Zlati roj (1988) − utwór poświęcony Antonowi Janši, ojcu słoweńskiego pszczelarstwa, który zasłynął również za granicą, był nauczycielem pszczelarstwa w Wiedniu.
- Pesnikov nokturn (1992) − ostatnia powieść bibliograficzna, która opisuje ostatnie lata przed śmiercią największego poety słoweńskiego Franca Prešerna.

Sprawdziła się również w pisaniu powieści o tematyce współczesnej:
- Minuta molka (1965) − opowiada o malarzu Petru Klemencu i doktorze Francu Potočniku, lekarzu w miejscowości wypoczynkowej w górach
- Sonce vročega augusta (1972) − saga rodzinna, która ukazuje losy nieburżuazyjnej rodziny i akcentuje przy tym problematykę socjalną i psychologiczną.
- Ujeti v času (1978) − przedstawia los lublańskiej mieszczańskiej rodziny Teranów na przestrzeni trzech pokoleń i jednostkowe losy niektórych jej członków.
- Kavantina za angela vremenarja (1982) − przedstawione w dwóch częściach życie pewnej generacji, częściowo autobiograficzne.

Utwory dla młodzieży
- Tecumseh (1959) − kronika indiańska.
- Podlesnice (1967) − zbiór opowiadań dla młodzieży, opierających się na przygodach, które przeżywała Mimi w okresie dorastania. Wspomina wiele wesołych anegdot z czasów młodości. Duże znaczenie w utworze odgrywają zwierzęta, autorka poświęca im pierwszą część książki. Tytuły rozdziałów to: Kropki, Błotniaki, Orlątko, Kawka, Ślepy słowik, Wiewiórka, Jeżyk, Kotki w worku i ja, Koziołki, Żmija na tamie. W drugiej części książki skupia się na wydarzeniach z dzieciństwa, które wydają się dla niej ważniejsze, a także oferują  morał czytelnikowi. Książka jest zatytułowana tak samo jak ostatni rozdział utworu – Podlesnice. Chodzi o roślinę o znaczącej białej barwie, która nadaje książce swojego rodzaju koloryt. Autorka zauważa w ten sposób jak szybko mija czas beztroskiego i szczęśliwego dzieciństwa.
- Lučka na daljinem severu (1975) - to powieść dla dzieci, która zaprowadzi nas do dalekiej Grenlandii.
- Počitnice v Bayangi (1986) − młodzieżowy dziennik z podróży. Przenosi czytelnika w kraje centralnej Afryki. Primož, główny bohater, jest podekscytowany podróżą, bowiem podróżuje z mamą samolotem. Szczególnych przeżyć mu dostarczają swoiste krajobrazy Afryki, tubylcy i świat zwierząt. Primož i Matic, chłopiec, który również przyjechał z mamą odwiedzić ojca, razem rozrabiają i wpędzają się w niejedne kłopoty, jednak zawsze wychodzą z nich obronną ręką. Obaj wracają ze swoimi mamami do domu i stwierdzają, że w domu jest najpiękniej. Autorka w całym utworze bardzo szczegółowo opisuje miejsca, które Primož odwiedza podczas swojej drogi do ojca. W ten właśnie sposób zapoznaje nas z fauną i florą, które nie występują nigdzie poza afrykańskim kontynentem i wielu ludzi o nich nie słyszało. Mimi Malenšek poprzez opowiadanie Primoža przybliża nam sposób życia tubylców oraz zabawnie i pogodnie przedstawia problemy, z którymi może się spotkać każdy podróżnik, który znajdzie się w Afryce.